# Mohamed Mursi
Mohamed Mursi Isa el-Ajat (Šarkija, Egipat, 20. kolovoza 1951. – 17. lipnja 2019.) bio je egipatski političar i bivši predsjednik Egipta u službi od lipnja 2012. do srpnja 2013. godine, kada je oboren u državnom udaru Egipatske vojske.
Obrazovao se u SAD-u, a od 2000. do 2005. godine je bio član Narodne skupštine Egipta i vodeća osoba Muslimanskog bratstvo. Kada je Muslimansko bratstvo nakon revolucije 2011. godine osnovalo Stranku slobode i pravde (SSP) postao je njezin predsjednik. Kao njen kandidat sudjelovao je na predsjedničkim izborima održanim u svibnju i lipnju 2012. godine. Na njima je pobijedio Ahmeda Shafika, posljednjeg premijera pod režimom u revoluciji svrgnutog Hosnija Mubaraka. Mursi je, u skladu s obećanjem prije početka kampanje, nakon pobjede podnio ostavku na mjesto čelnika SSP-a. Mursi je prva civilna osoba koja obnaša dužnost egipatskog predsjednika, i prvi koji je na to mjesto došao na općim slobodnim izborima s više kandidata. Skinut je s vlasti u državnom udaru 3. srpnja 2013. godine nakon masovnih prosvjeda širom Egipta. 
Preminuo je u ponedjeljak 17. lipnja 2019. nakon što mu je pozlilo u sudnici u kojoj mu se sudilo prema optužnici za špijunažu.

## Politička karijera
Mursi je bio poslanik u donjem domu od 2000. do 2005. kao neovisan poslanik, pošto je Muslimanskom bratstvu bilo zabranjeno sudjelovati u radu parlamenta pod predsjednikom Hosni Mubarak. Bio je član Glavnog vijeća Muslimanskog bratstva do osnivanja Stranke slobode i pravde 2012. kada je izabran za njezinog predsjednika. 
Pošto je Kairat el-Šater diskvalificiran iz utrke za egipatskog predsjednika, Mursi, koji je bio nominiran kao zamjenik, postaje novi kandidat Muslimanskog bratstva.

## Predsjednički mandat

### Unutarnja politika
Prema nekima Mursijev predsjednički mandat na domaćoj političkoj sceni bit će poprilično nejasan, zato što u egipatskoj birokraciji još je uvijek puno osoba koje su lojalne Mubaraku i da one mogu de facto spriječiti sve promjene koje Mursi želi provesti. U TV-intervjuu s Josrijem Foudom, Mursi je objasnio da je njegov stav jedno prijelazno razdoblje s jednim miješanim predsjedničko-parlamentarnim sustavom, koji će kasnije utrti put za jedan sustav u kojem će sudstvo preuzeti odgovornost.
 
Mursi će pokušati utjecati na novi egipatski ustav, koji bi se temeljio na ljudskim pravima ali koji bi imao temelj u islamskom zakonu.

Jedan od Mursijevih glasnogovornika obznanio je da će jedan zamjenik biti kršćanin a drugi osoba ženskog spola.

### Vanjska politika
Mursi je izjavio u svom pobjedničkom govoru da će nastaviti slijediti sve egipatske međunarodne dogovore kao i onaj s Izraelom.
U jednom govoru svojim sljedbenicima 30. lipnja 2012., Mursi izjavljuje oduševljenim slušateljima da će raditi na oslobađanju Omara Abdel-Rahmana, mozgom operacije koja je stajala iza bombaških napada na World Trade Center u New York City 1993. koji je osuđen na zatvorsku kaznu.

## Privatni život
Mursi je bio u braku s Najlom Mahmud. Jednom je izjavila da ne želi da je se naziva "prvom damom", već "prvom sluškinjom egipatske javnosti". Dvoje od Mursijevih petero djece su rođeni u Kaliforniji i američki su državljani.